# Fenkensees
Fenkensees ist ein Gemeindeteil von Seybothenreuth im Landkreis Bayreuth (Oberfranken, Bayern). Fenkensees liegt in der Gemarkung Seybothenreuth.

## Geografie
Das Dorf liegt nördlich des Seybothenreuther Forsts in der Talsenke des dort entspringenden Mühlbachs, eines linken Zuflusses des Rostinggrabens. Eine Gemeindeverbindungsstraße führt nach Döberschütz zur Staatsstraße 2463 (2 km nordöstlich) bzw. nach Seybothenreuth (1,9 km südwestlich).

## Geschichte
Der Ort wurde 1398 als „Fenkengeseß“ erstmals urkundlich erwähnt.
Gegen Ende des 18. Jahrhunderts bestand Fenkensees aus 8 Anwesen. Die Hochgerichtsbarkeit stand dem bayreuthischen Stadtvogteiamt Bayreuth zu. Die Dorf- und Gemeindeherrschaft hatte das Hofkastenamt Bayreuth. Grundherren waren das Hofkastenamt Bayreuth (3 Höfe, 2 Halbhöfe), das Amt Weidenberg (2 Halbhöfe) und das Gotteshaus Birk (1 Halbhöflein).
Von 1797 bis 1810 unterstand der Ort dem Justiz- und Kammeramt Bayreuth. Mit dem Gemeindeedikt wurde Fenkensees dem 1812 gebildeten Steuerdistrikt Seybothenreuth zugewiesen. Zugleich entstand die Ruralgemeinde Fenkensees. Sie war in Verwaltung und Gerichtsbarkeit dem Landgericht Weidenberg zugeordnet und in der Finanzverwaltung dem Rentamt Bayreuth. In der freiwilligen Gerichtsbarkeit unterstand ein Anwesen bis 1819 dem Patrimonialgericht Birk. Mit dem Gemeindeedikt von 1818 erfolgte die Eingemeindung nach Seybothenreuth.

### Einwohnerentwicklung
| Jahr      | 001818 | 001861 | 001871 | 001885 | 001900 | 001925 | 001950 | 001961 | 001970 | 001987 | 002020 |
| Einwohner | 64     | 91     | 91     | 85     | 87     | 81     | 112    | 78     | 73     | 67     | 72     |
| Häuser    | 9      |        |        | 11     | 10     | 11     | 11     | 13     |        | 16     |        |
| Quelle    | [ 6 ]  | [ 9 ]  | [ 10 ] | [ 11 ] | [ 12 ] | [ 13 ] | [ 14 ] | [ 15 ] | [ 16 ] | [ 17 ] | [ 1 ]  |

## Religion
Fenkensees ist seit der Reformation evangelisch-lutherisch geprägt und nach St. Michael (Weidenberg) gepfarrt.